# Мартін-де-Єльтес
Мартін-де-Єльтес (ісп. Martín de Yeltes) — муніципалітет в Іспанії, у складі автономної спільноти Кастилія-і-Леон, у провінції Саламанка. Населення — 458 осіб (2010).
Муніципалітет розташований на відстані близько 220 км на захід від Мадрида, 55 км на захід від Саламанки.
На території муніципалітету розташовані такі населені пункти: (дані про населення за 2010 рік)
- Кампосеррадо: 17 осіб
- Кастільєхо-де-Єльтес: 3 особи
- Кольядо-де-Єльтес: 0 осіб
- Мартін-де-Єльтес: 438 осіб

## Демографія
Динаміка населення (INE ):

## Зовнішні посилання
- Провінційна рада Саламанки: індекс муніципалітетів [Архівовано 23 квітня 2009 у Wayback Machine.]
- Посилання на Google Maps